# Дрновк (Брда)
Дрновк (словен. Drnovk) — поселення в общині Брда, Регіон Горишка, Словенія. Висота над рівнем моря: 109,1 м.